# Verbivka, Lîpoveț
Verbivka (în ucraineană Вербівка) este o comună în raionul Lîpoveț, regiunea Vinnița, Ucraina, formată numai din satul de reședință.

## Demografie
Componența lingvistică a satului Verbivka
     Ucraineană (99,62%)
     Alte limbi (0,38%)
Conform recensământului din 2001, majoritatea populației satului Verbivka era vorbitoare de ucraineană (99,62%), existând în minoritate și vorbitori de alte limbi.